# Crkva sv. Roka u Komiži
Crkva sv. Roka je rimokatolička crkva koja se nalazi u Komiži.

## Opis
Crkva izgleda poput obrambenog tornja, a to nije slučajnost jer je u vrijeme gusarskih prodora ujedno služila kao duhovno utočište i obrana od gusara. Takav tip gradnje nije nov na hrvatskom tlu jer takve građevine možemo naći u raznim hrvatskim mjestima poput Vrbovske ili Jelsi. Crkva je sagrađena na temeljima stare crkve sv. Roka iz 16. stoljeća čiji se utjecaj može vidjeti u unutrašnjosti crkve. Od 1677. pored crkve djelovala je i bratovština Gospe Karmelske. Godine 1763. komiška obitelj Mardešić dobila je dozvolu za proširenje stare crkve te je tako došlo do sadašnjeg izgleda crkve. Zvonik na vrhu zgrade nadodan je tek u 20. stoljeću, a 1895. godine crkva je dobila i sadašnji oltar, koji je prikazuje Gospu Karmelsku, sv. Roka, sv. Vinka Fererskog i sv. Šimuna Stocka, rad talijanskog majsotra Joana Pansona di Spezia. Na jednom od zida nalazi se statua sv. Roka.